# Diatomite

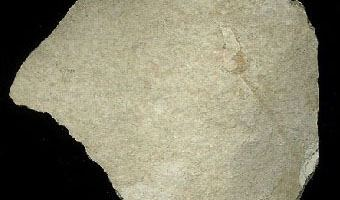
Diatomite

La diatomite est une roche siliceuse très légère (densité entre 0,2 à 0,3, soit 200 à 300 kg/m3), très poreuse (50 à 70 % d’eau), friable et dont la couleur claire à l’affleurement varie du gris clair au bleu-vert, voire au blanc, en fonction des altérations, des impuretés qui y sont contenues (matière organique, argile, etc.) et du degré d’humidité. Elle est formée entièrement ou presque de « squelettes » de diatomées. Ces algues unicellulaires, présentes dans des conditions variées des domaines marins ou lacustres, sont entourées d'un test en silice, le frustule, dont l'accumulation sur le fond peut conduire à la formation d'une roche. Du point de vue minéralogique elle est rattachée à la famille des opales. 
Cette roche tendre et très faiblement consolidée, se débite facilement en lits millimétriques, les varves,  correspondant le plus souvent à une année de sédimentation. 
La diatomite peut assurer une excellente conservation des fossiles (poils, ailes d'insectes…). Les couleurs ne sont pas conservées, la matière organique se carbonise et donc noircit.

## Synonymes
Il existe de nombreux synonymes pour désigner cette roche ou son produit industriel : tellurine, Kieselguhr  appelé aussi Tripoli ou terre d'infusoires, ou terre pourrie. Plus régionalement, elle est appelée randanite (de la commune de Randan) et ceyssatite (de la commune de Ceyssat) dans le Puy-de-Dôme. 

## Gisements
La production mondiale était en 2019 de 1,8 million de tonnes. La France est au mieux le cinquième producteur de la planète avec un tonnage annuel compris entre 200 000 et 250 000 tonnes. Deux gisements sont en exploitation dans le Massif central :
- sur la montagne d'Andance à Saint-Bauzile (Ardèche)[3] L'unité de production CECA de Saint-Bauzile, l'exploitation de cette carrière a été cédée en 2016 par la CECA (Arkema) à Chemviron France[4], filiale française de Calgon Carbon (en).
- à Virargues (Cantal) où le gisement de Foufouilloux est exploité à ciel ouvert par Imerys (usine à Murat) et Chemviron (usine à Riom-ès-Montagnes).

## Utilisation

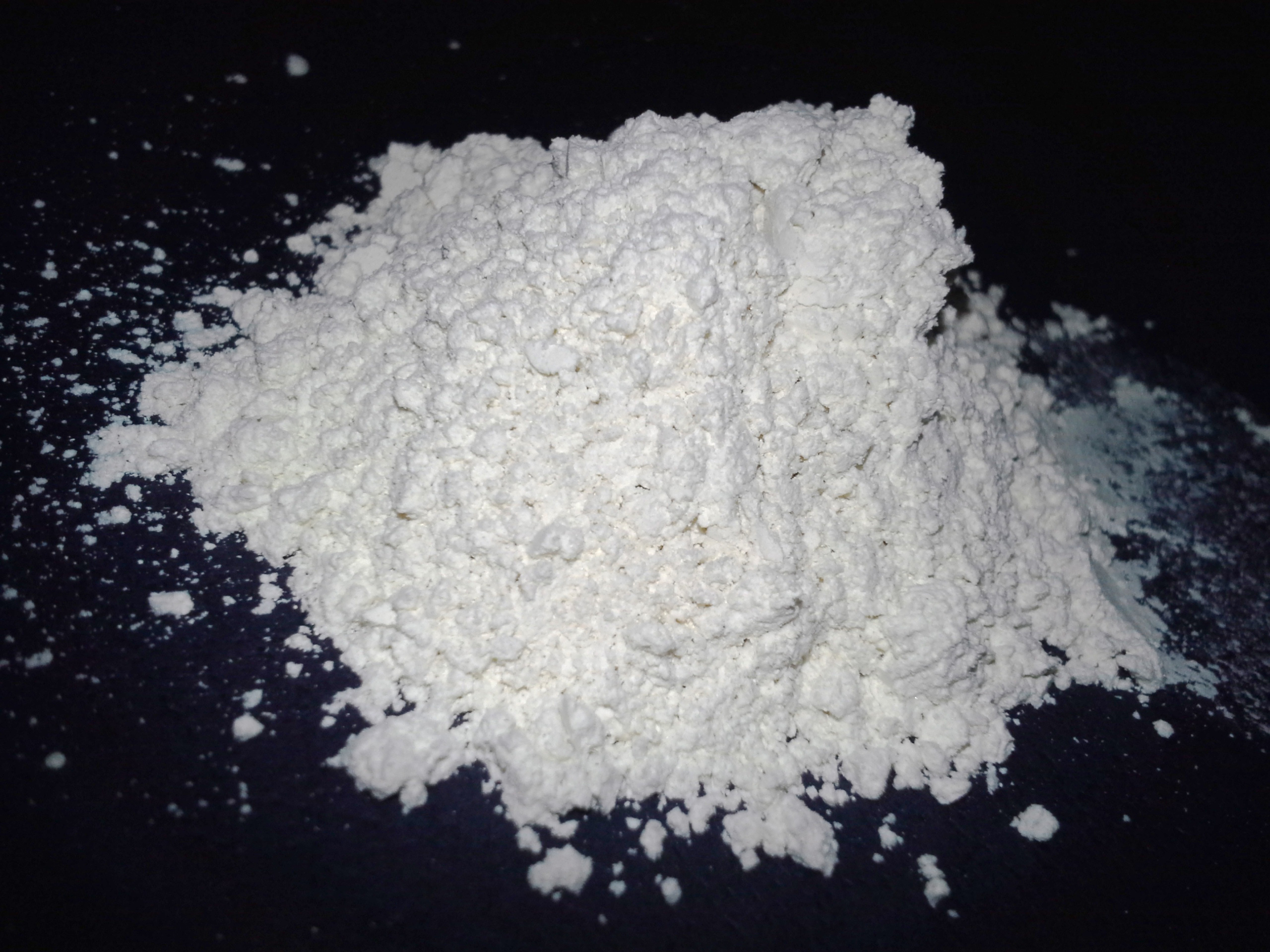
Poudre de diatomite.

La composition chimique des diatomites indique une forte proportion de silice (75 à 90 %), le reste étant formé de composés d'aluminium, d'oxydes de fer. Elles contiennent près de 3 000 frustules de diatomées/mm3 qui, par leur porosité, leur capacité d'absorption et d'abrasion, leur vaut de nombreuses applications (industrie, cosmétique…). Elles ont ainsi de multiples emplois selon leur pureté et le nettoyage mécanique pratiqué à la carrière, : 
- abrasif (poudre à récurer, produits de polissage, dentifrice, allumette, nettoyage du cuivre, de l'inox et de l'argenterie)
- absorbant, ce qui facilite le mélange et permet d'obtenir des matières en caoutchouc de meilleure résistance (pneus), de la dynamite, des allumettes (absorbe et aide à disperser l'élément actif chimique utilisé pour fabriquer leur extrémité)
- filtre pour la préparation de certaines boissons (jus de fruits, vin, bières) ou pour les piscines. La France consomme en 2019 4 000 à 5 000 tonnes pour la fabrication de la bière et 6 000 à 7 000 tonnes pour celle du vin.
- insecticide naturel et non toxique (voir Kieselgur)
- litière pour animaux domestiques
- exfoliant et absorbant dans le masque pour le visage
- substrat rétenteur d'eau (en mélange avec du terreau ou de la tourbe) en horticulture
- source historique de silice pour la fabrication du bleu outremer
- augmentation de l'homogénéité du béton
- diatomite calcinée ou naturelle utilisée dans la fabrication d'isolants (abris résistants au feu, comme les caves ou des lieux de stockage)
- commercialisée comme tapis de bain absorbant

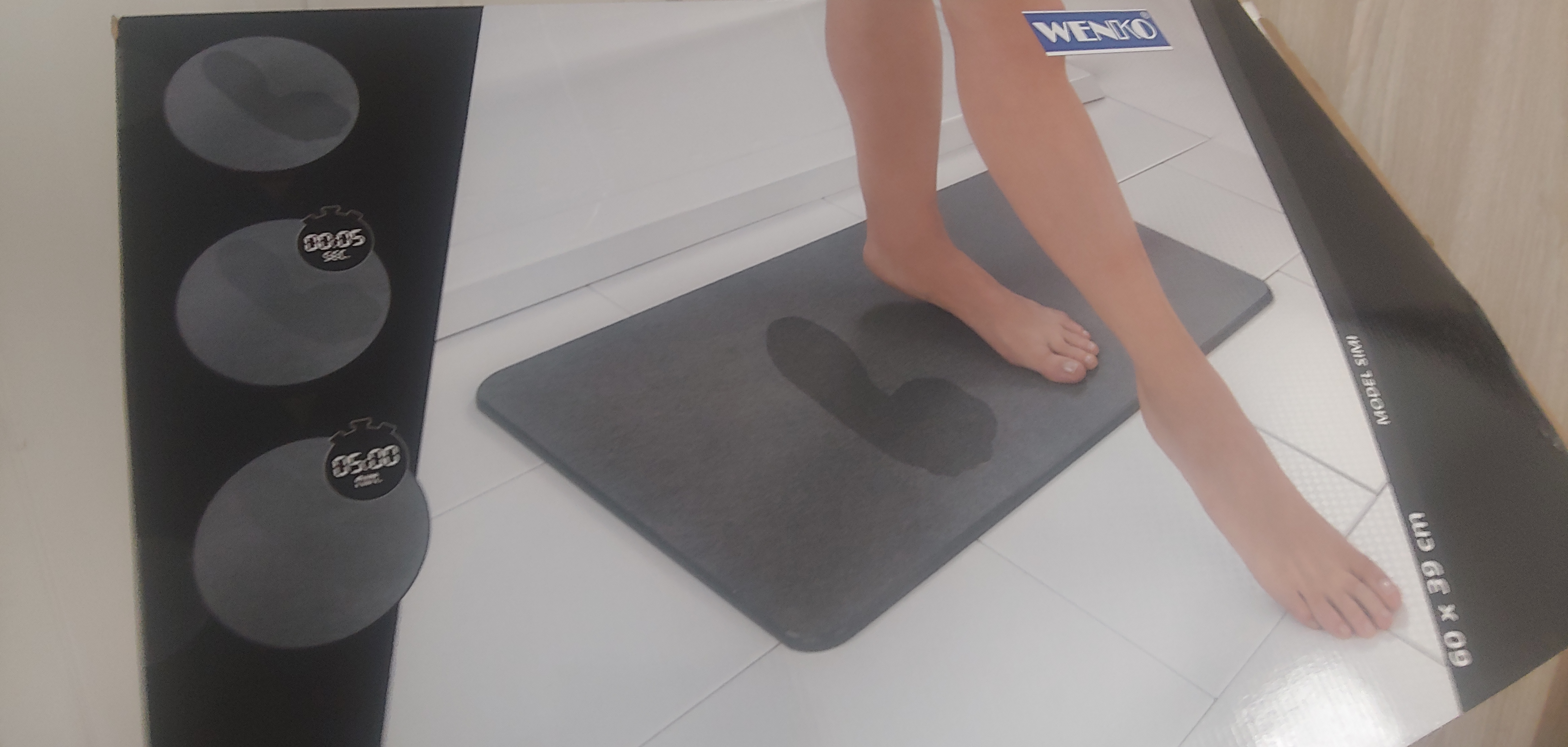
Tapis de bain en diatomite